# Réserve nationale Alto Bío-Bío
Le réserve nationale Alto Biobío est une réserve naturelle située à l'est du bassin du río Biobío, dans la région d'Araucanie, au Chili. La végétation est principalement composée de steppes andines avec quelques Araucaria par endroits.
La réserve nationale Alto Biobío fait partie de la réserve de biosphère Araucarias (en).
La réserve est traversée par la route qui relie le Chili à l'Argentine via le col de Pino Hachado (en).